# Tedje en de Flikkers
Tedje en de Flikkers est un groupe néerlandais de punk rock, originaire de Nimègue, actif entre 1977 et 1980. Leur style musical est typiquement classé fun-punk. Durant son existence, le groupe se compose de Tedje van Asseldonk (une femme) et de trois homosexuels : Marty van Kerkhof, Thijs Maasen et Andréas Cuppen (André). L'idée de former un groupe punk est venue de Tedje, qui avait des amis punks.

## Histoire
Le groupe se forme en 1977 à Nimègue. Comme beaucoup de groupes de punk rock, Tedje en de Flikkers est associé à des mouvements politiques de gauche. Ils sont activement impliqués dans les Rooie Flikkers (Red Faggots), un groupe de libération gay qui prospère à Nimègue entre 1975 et 1980, et qui met l'accent sur les actions par le biais du théâtre et de la musique.
L'objectif des spectacles de Tedje en de Flikkers est de choquer le public par leurs performances explosives et exhibitionnistes. Les membres du groupe portaient des maquillages élaborés et des costumes en cuir, et utilisaient des godemichets et du matériel sadomasochiste comme accessoires. Les paroles de leurs chansons étaient explicites sur les relations sexuelles entre homosexuels et comprenaient des insultes à l'égard des hommes politiques. Des magazines pop néerlandais les ont qualifiés de « groupe punk le plus fou des Pays-Bas ». Certains maires ont interdit leurs concerts.
Leurs morceaux les plus connus sont Van Agt et Ik ben een hoer. Les paroles de Ik ben een hoer (litt. : « Je suis une pute ») traitent de la libération sexuelle, un thème commun du queercore ; cela rappellera au public, par exemple, le morceau I'm Gonna Be a Slut du groupe américain de queercore Pansy Division. Van Agt fait référence à l'homme politique Dries van Agt, qui fait également l'objet du premier single punk néerlandais Van Agt Casanova, sorti par Paul Tornado en 1977. Le morceau Op de Baan de Tedje en de Flikkers aborde le thème de la drague homosexuelle dans un parc. Tedje en de Flikkers joue dans des salles de concert telles que le Paradiso,, le Melkweg, l'Effenaar, le club 013, le Doornroosje et le Cafe Royal à Zoutelande. Ils sont interviewés par Radio Stad à Amsterdam. 

## Discographie
- 1979 : Tedje en de Flikkers (Spina Bifida en Starlet)
- 1979 : Contributions à la compilation Uitholling Overdwars (Stichting Popmuziek Nederland)
- 2016 : Contributions à la compilation I Don't Care Collection (Dutch Punk 1977-1983) (Pseudonym)

## Clips
- VPRO (programme) : R.A.M - Tedje en de Flikkers (2003).
- Gluren in het donker, documentaire sur le Rooie Flikkerbeweging d'Els Dinnissen (2005).